# Pakistan Times
Pakistan Times (1947-1996) va ser un diari pakistanès, establert inicialment per l'esquerra progressista Papers Limited amb seu a Lahore, Pakistan.

## Antecedents històrics
Era propietat i operat per Mian Iftikharuddin, un polític punjabi que abans era del Congrés Nacional Indi, però de la Lliga Musulmana All-India, després del 1946. El diari va començar a publicar-se el 4 de febrer de 1947. El seu redactor en cap als anys quaranta era el poeta comunista. Faiz Ahmed Faiz. Després de la seva detenció el 1951 en relació amb el cas de la conspiració de Rawalpindi, Mazhar Ali Khan va ocupar el càrrec de redactor en cap. El Pakistan Times va continuar sent un diari influent en la dècada de 1950, amb la seva inquietant crítica al govern per participar en les aliances militars patrocinades pels Estats Units.
Durant el règim militar d'Ayub Khan, es va imposar una pre-censura rigorosa a la premsa incloent el Pakistan Times. L'abril del 1959, el règim es va fer càrrec dels Papers Progressius Limitats sota la Llei de seguretat del Pakistan.
El 1964, el govern de Ayub va ser creat pel National Press Trust com a organització frontal per gestionar els diaris, inclòs el Pakistan Times. A la dècada de 1980, deu periodistes i personal directiu del Pakistan Times van ser destituïts pel règim de Zia ul-Haq per les seves connexions al Moviment per a la Restauració de la Democràcia i per signar una crida al moviment "Peace in Sindh".
El National Press Trust va ser privatitzat el 1996. El mateix any es va tancar el Pakistan Times. Pakistan Times va ser rellançat pel grup de mitjans de comunicació Youth Group Limited Youth Productions, i el cofundador és Umair Ahmad.